# Plumfoot

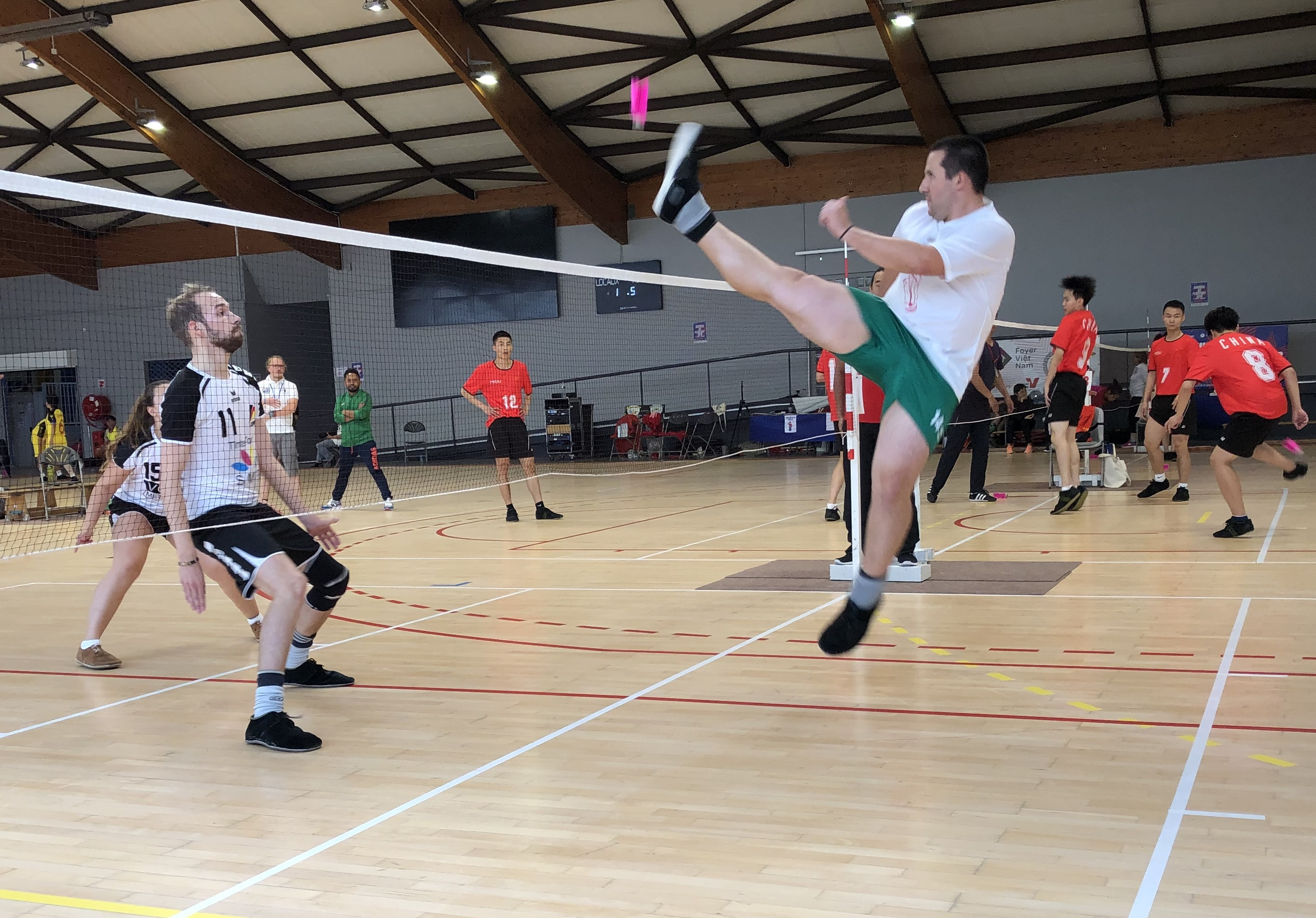
Le sextuple champion d'Europe Gábor Herczeg aux championnats du monde de plumfoot de 2019 en France.

Le plumfoot est un sport d'origine chinoise, appelé jianzi en chinois à l'origine. Il consiste à garder en l'air un volant en utilisant les pieds et d'autres parties du corps, hormis les bras et les mains. La pratique de ce sport existe sous deux formats. En compétition il est pratiqué sur des terrains semblables à ceux du badminton. En loisir, les joueurs se mettent plus généralement en cercle et jouent dans des parcs ou dans la rue.
Ce sport est très populaire en Asie, notamment au Viêt Nam et dans le reste de l'Asie du Sud-Est, mais il a également fait son apparition en Europe où sa pratique est de plus en plus répandue.

## Dénomination
Ce sport est  appelé đá cầu' (prononcer da kao) au Vietnam (đá = coup de pied et cầu = volant) où il est un véritable sport national. En Chine il se nomme jiànzi (毽子). L'appellation anglophone est shuttlecock. Les dénominations sont nombreuses dans le monde : lábtoll-labda en Hongrie, Kibbo ou Chinese Hacky Sack aux États-Unis, Foot Shuttlecock ou FeatherDisk en Angleterre, Kikup au Canada, Sepak Bulu Ayam en Malaisie, Kebane au Japon, Gallito au Mexique, Spunky en Suède, Kickum en Irlande, Jegichagi en Corée, Toat Sey (ទាត់សី) au Cambodge...
De nombreuses variantes historiques existent également en France avec par exemple le pilou (El Pilo), jeu très proche du plumfoot de la région niçoise. Le pilou a été immortalisé par Alfred Hitchcock dans le film La Main au collet où l’on voit deux policiers jouer au pilou pendant une planque.
Le sport ne doit pas être confondu avec la pétéca, sport brésilien se jouant comme le plumfoot mais avec les mains, sur un terrain dont le filet est plus haut.

## Historique

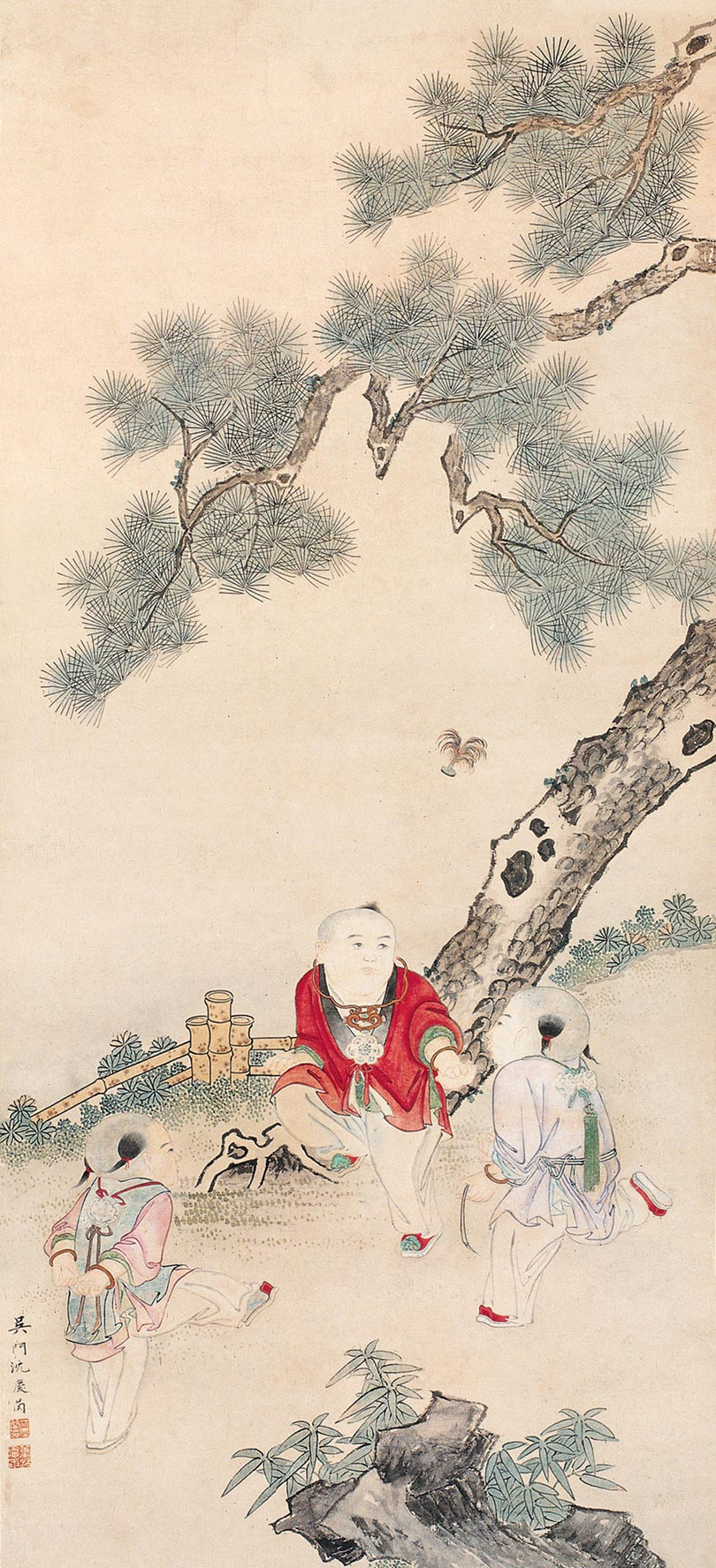
Enfants jouant au jianzi (encre sur rouleau, dynastie Qing).

### Les origines asiatiques
Les origines de ce sport sont disputées entre la Chine et le Vietnam. En Chine, la première version connue du jianzi, appelée cuju, remonte au Ve siècle av. J.-C.. Cette version a été désignée comme la « première source du football contemporain » par l'ancien président de la FIFA Blatter, dans une conférence de presse donnée en Chine en 2004. Le cuju a ensuite gagné en popularité au cours de la période des Six Dynasties (220-589), ainsi qu'au cours des périodes Sui (581-618) et Tang (618-907). Ce sport s'est ensuite développé en Asie, arrivant par exemple au Japon au VIIe siècle. Pendant la période Ming (1368-1644), les premières compétitions ont été lancées. La première compétition nationale a été organisée en Chine en 1933. Depuis les années 1960, le sport est enseigné aux enfants en Chine. En 1984, le plumfoot devient un Sport National officiel.
Au Vietnam, le nom đá cầu est utilisé depuis le Ve siècle av. J.-C.[réf. nécessaire]. Ce n'est toutefois qu'à partir du XIe siècle que les sources historiques attestent de la tenue de compétitions. En outre, des sculptures sur bois de joueurs de plumfoot ont été trouvées dans des temples vietnamiens du XVIIe siècle. La pratique de ce sport, devenu sport national, y est aujourd'hui largement répandue, après que le docteur Nguyen Khac Vien en a relancé la pratique dans les années 1970.

### Développement mondial à la fin duXXesiècle
La version moderne du plumfoot est arrivée en Europe en 1936, lorsqu'un athlète chinois en a donné une démonstration aux Jeux Olympiques de Berlin. La pratique s'y est propagée depuis lors.
La Fédération internationale de plumfoot (International Shuttlecock Federation, ISF) a été fondée en 1999. Elle compte aujourd'hui 26 membres, dont entre autres la Chine, Taiwan, le Vietnam, le Laos, la Finlande, l'Allemagne, les Pays-Bas, la Hongrie, la France, la Grèce, la Roumanie et la Serbie.
Depuis lors, la pratique et la médiatisation de ce sport ont continué à se développer de manière variable, la pandémie de Covid-19 ayant freiné cet essor en 2020 et 2021.
Il a été intégré à partir de 2003 aux Jeux d'Asie du Sud Est.
Le 11 août 2003, la fédération européenne de Plumfoot a été créée à Újszász.

### Associations sportives en France
Plusieurs associations pratiquent ce sport au format compétition en France. Le sport est pratiqué à Marseille, où est né le nom "plumfoot", depuis 1994. En parallèle, en 2002, une association est créée en Île-de-France. Jusqu'en 2007, elle demeure la seule association de plumfoot française connue des instances internationales. Depuis 2008, les deux associations sont fédérées par l'association France Plumfoot. Chaque année, les licenciés participent à 3 compétitions nationales (organisées à Paris, Marseille et Dunkerque). Une phase finale des championnats de France a lieu à chaque fin de saison.
De nouveaux clubs ont peu à peu rejoint les premières associations,, à Dunkerque, Marseille, Paris, Puteaux et Rennes.
Le 4 juillet 2023, une délégation de France Plumfoot s'est entretenue avec les services de la fédération française de badminton pour préparer le rapprochement des deux associations, et pour notamment préparer des actions communes et la création d’une page dédiée sur le site internet de la FFBaD.

### La pratique en Belgique
En Belgique, le plumfoot ne compte pas encore de fédération ou d'association dédiée à la discipline. En 2019, sur invitation de la France, la Belgique participe malgré tout, pour la première fois de son histoire, à une Coupe du Monde. Elle inscrit une équipe composée de Yoann Monfort, Stéphane Defize et Nicolas Maréchal à la compétition Triple Homme à Eaubonne en France. Elle termine à la 14e place du classement général de l'épreuve.

## Version freestyle

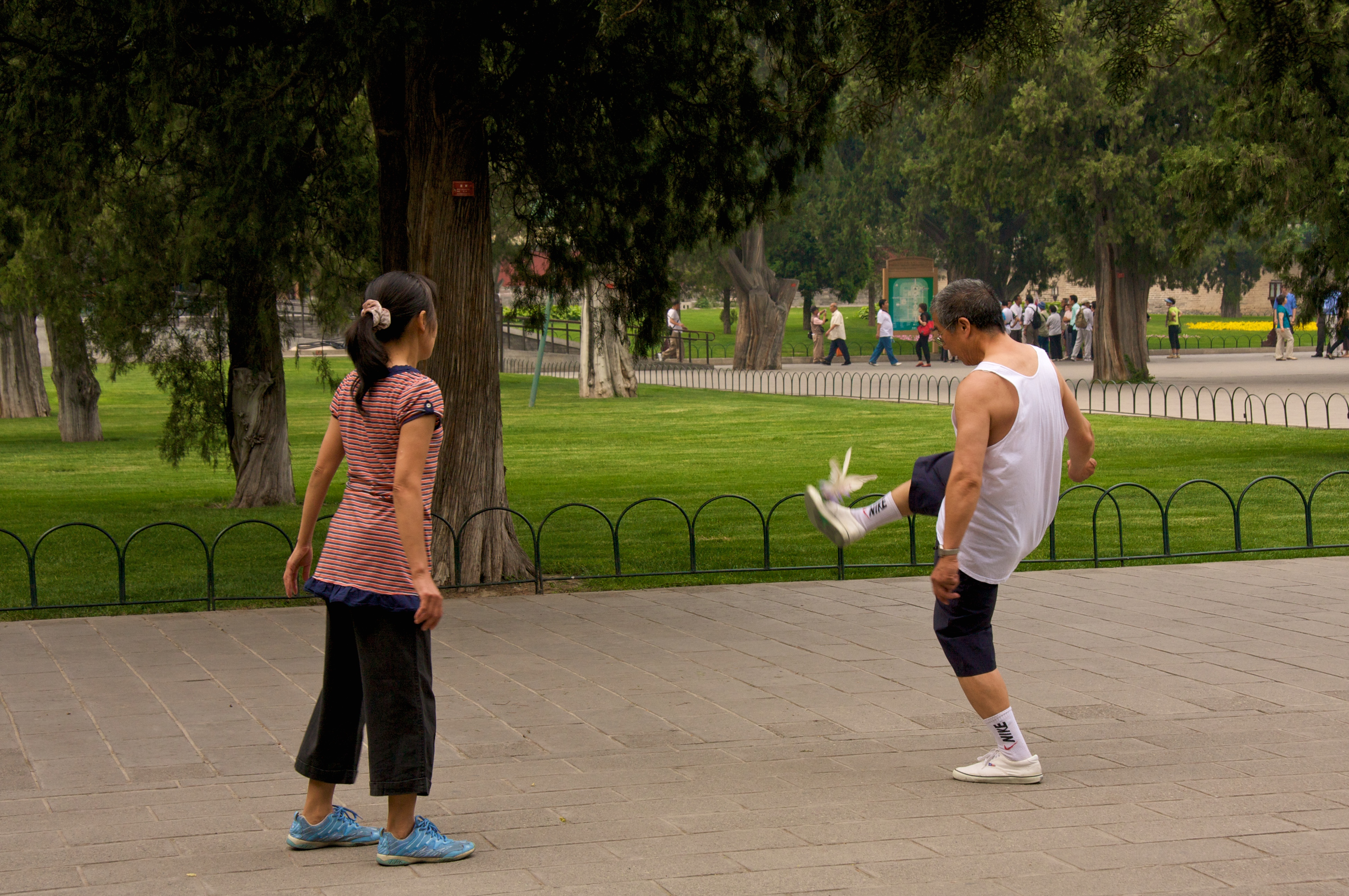
Couple de chinois jouant au jianzi dans le parc du Temple du Ciel.

### Pratique
C'est sous cette forme qu'on rencontre le plumfoot dans la rue en Asie du Sud-Est. Idéalement pratiqué à 4 ou 5 personnes, il s'agit de se passer un volant sans le faire tomber au sol, en jonglant avec l'ensemble des parties du corps. Cette pratique permet de se familiariser avec l'objet et d'en découvrir l'aspect ludique.
Il existe une centaine de mouvements différents dans la pratique artistique du plumfoot. La seule compétition nationale de jianzi freestyle en Chine s'est tenue en 2006. Une des principales stars de cette discipline est la chinoise Deng Dan

### Volant utilisé

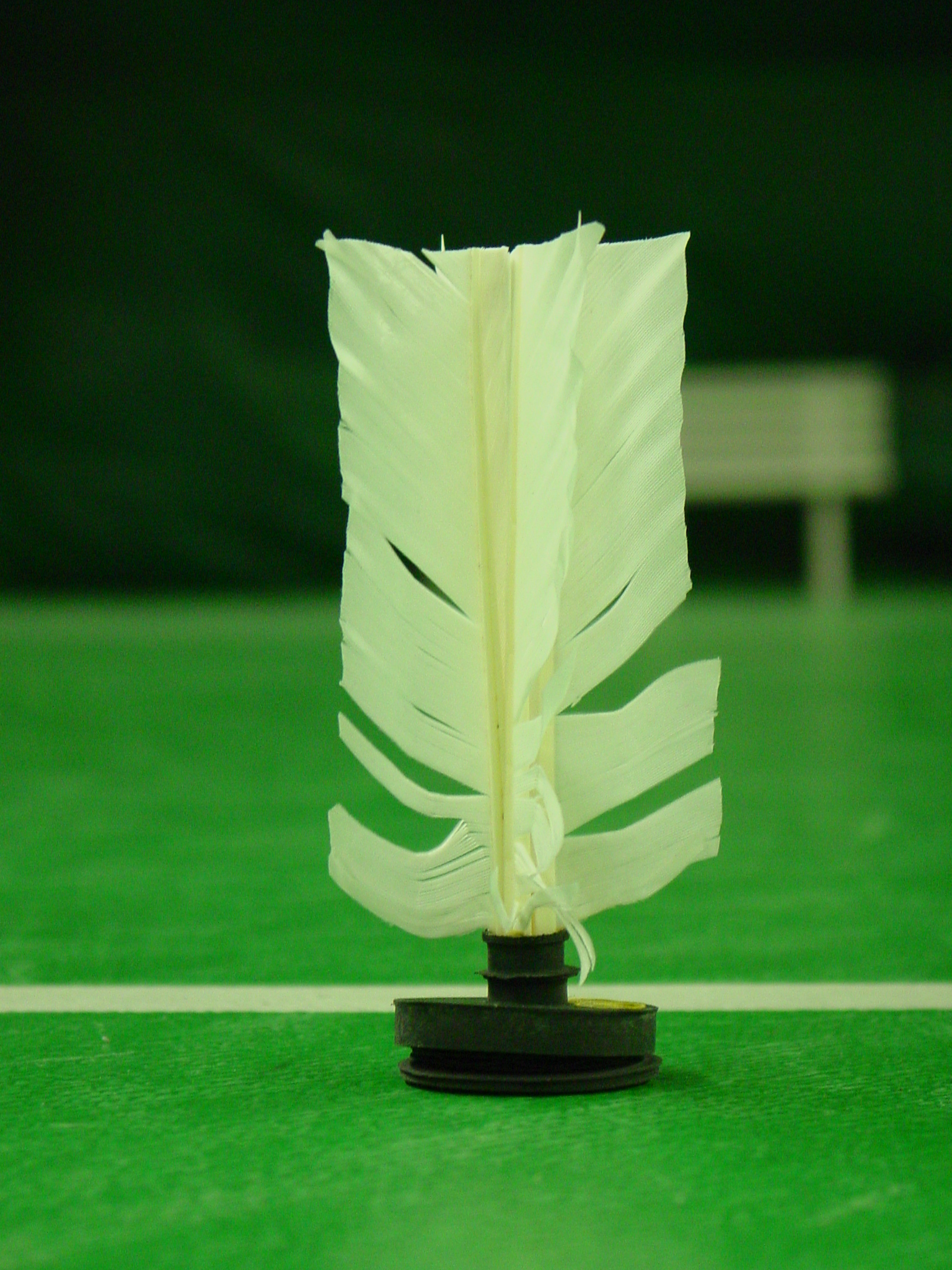
Volant de plumfoot (version de compétition).

Voir Pili. Le volant utilisé est différent de celui du badminton. Il est constitué de quatre plumes d'oie ou de canard de mêmes longueurs et reliées à une base en plastique. Les plumes peuvent être de couleur rouge, jaune, bleue et/ou verte. Souvent, les volants utilisés comportent une lamelle de cuir qui permet d'effectuer des mouvements plus précis.

## Version de compétition (version filet)

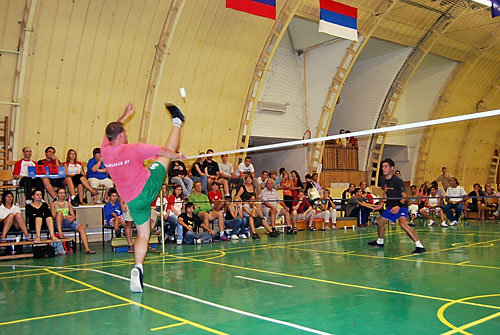
Open de Hongrie 2009.

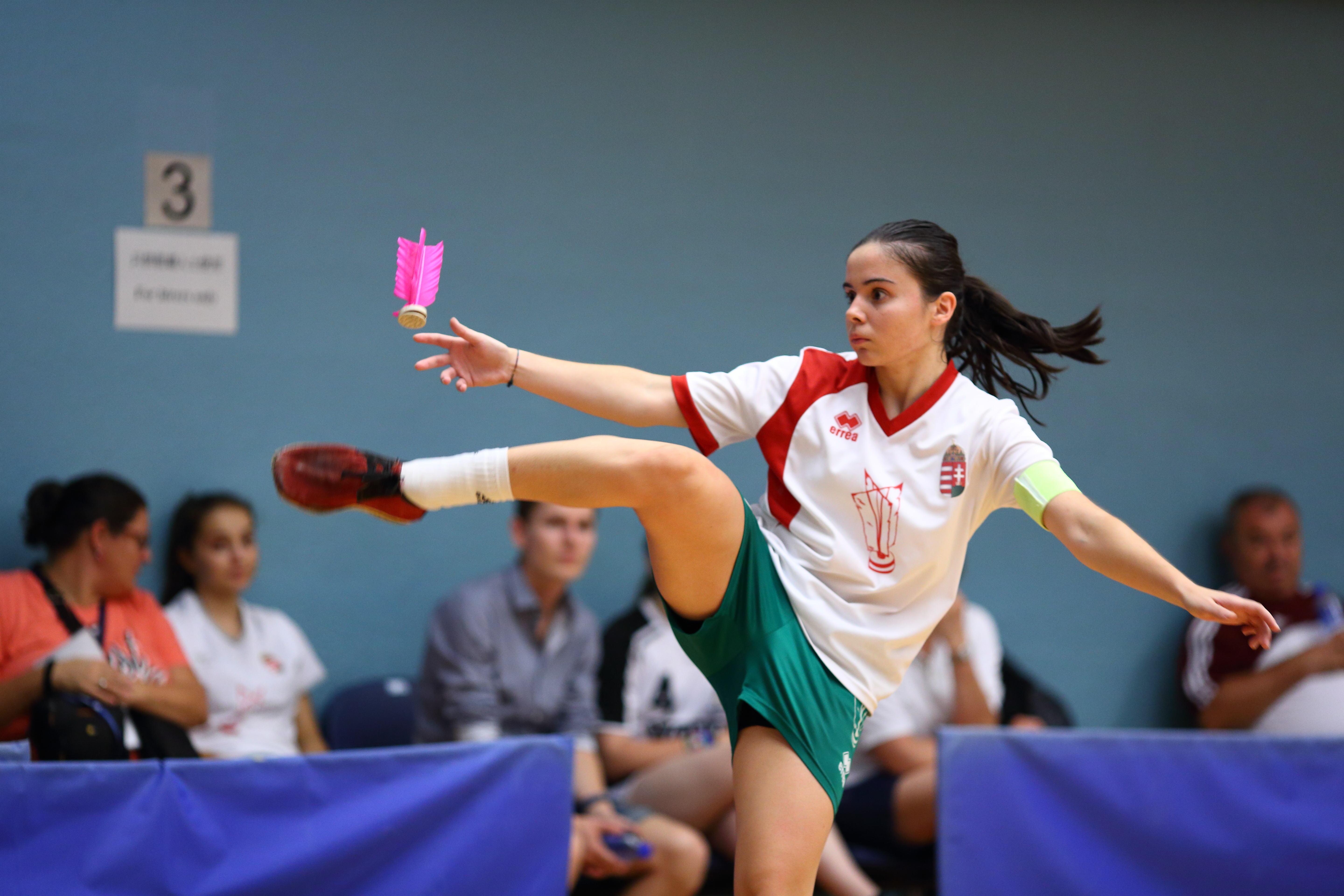
Kunics Réka, championne hongroise de plumfoot version filet.

### Terrain
Le plumfoot en version filet se joue sur un terrain de badminton classique, avec les couloirs du côté (terrain de double), mais sans le couloir du fond. Il s’agit donc d’un rectangle de 6,10 m de large sur 11,88 m de long. La hauteur du filet est de 1,60 m pour les épreuves masculines et mixte et de 1,50 m pour les épreuves féminines.

### Règles
Il existe sept épreuves distinctes : le simple masculin, le simple féminin, le double masculin, le double féminin, le triple masculin, le triple féminin et le double mixte.
Le but est de marquer des points en faisant tomber le volant à l’intérieur du terrain adverse. Un match se joue en deux sets gagnants. Un set prend fin lorsqu’une des deux équipes obtient au moins 21 points, avec 2 points d’avance sur l’autre équipe.
Le service se fait derrière la ligne de fond du terrain, à l’intérieur d’une largeur de deux mètres centrée. Le service n’est pas nécessairement croisé et peut atterrir n’importe où dans le terrain adverse. Le service est effectué par l’équipe qui a gagné le dernier point. En double ou en triple le serveur change à point gagné (permutation et déplacement circulaire en triple, comme au volley).

### Les fautes
- Contact d’un joueur avec le filet.
- Morsure de la ligne au service
- Contact du volant avec le filet au service.
- Pied d’un joueur à l’intérieur du terrain adverse, par-dessus le filet.
- Pied d’un joueur à l’intérieur du terrain adverse, par-dessous le filet, et contact avec le sol.
- Volant envoyé à l’extérieur du terrain.
- Plus de quatre contacts avec le volant dans une équipe.
- Plus de deux contacts avec le volant par un joueur.
- Contact du volant avec le bras d’un joueur (hors service et contre).
- Renvoi du volant par la tête au-delà de la ligne de démarcation du filet.

### Le salut de rigueur
En début et en fin de match, les deux équipes se placent au fond de leur terrain respectifs et s’inclinent face à l’adversaire. Elles avancent l’une vers l’autre en applaudissant puis se saluent au filet. Ce protocole s’appelle le « salut de rigueur ». Un volant est ensuite lancé en l’air, l’orientation de celui-ci indiquant l’équipe qui commencera à servir.

### Volant utilisé
Les plumes du volant sont le plus souvent blanches ou roses en compétition. Le volant pèse environ 15 grammes et mesure de 15 à 18 cm. Il est lesté par du carton.

### Compétitions
Les équipes du Vietnam et de la Chine sont au sommet des classements mondiaux et accaparent la plupart des titres internationaux. En Europe, les équipes de Hongrie et d'Allemagne sont les mieux classées.

#### Mondiales

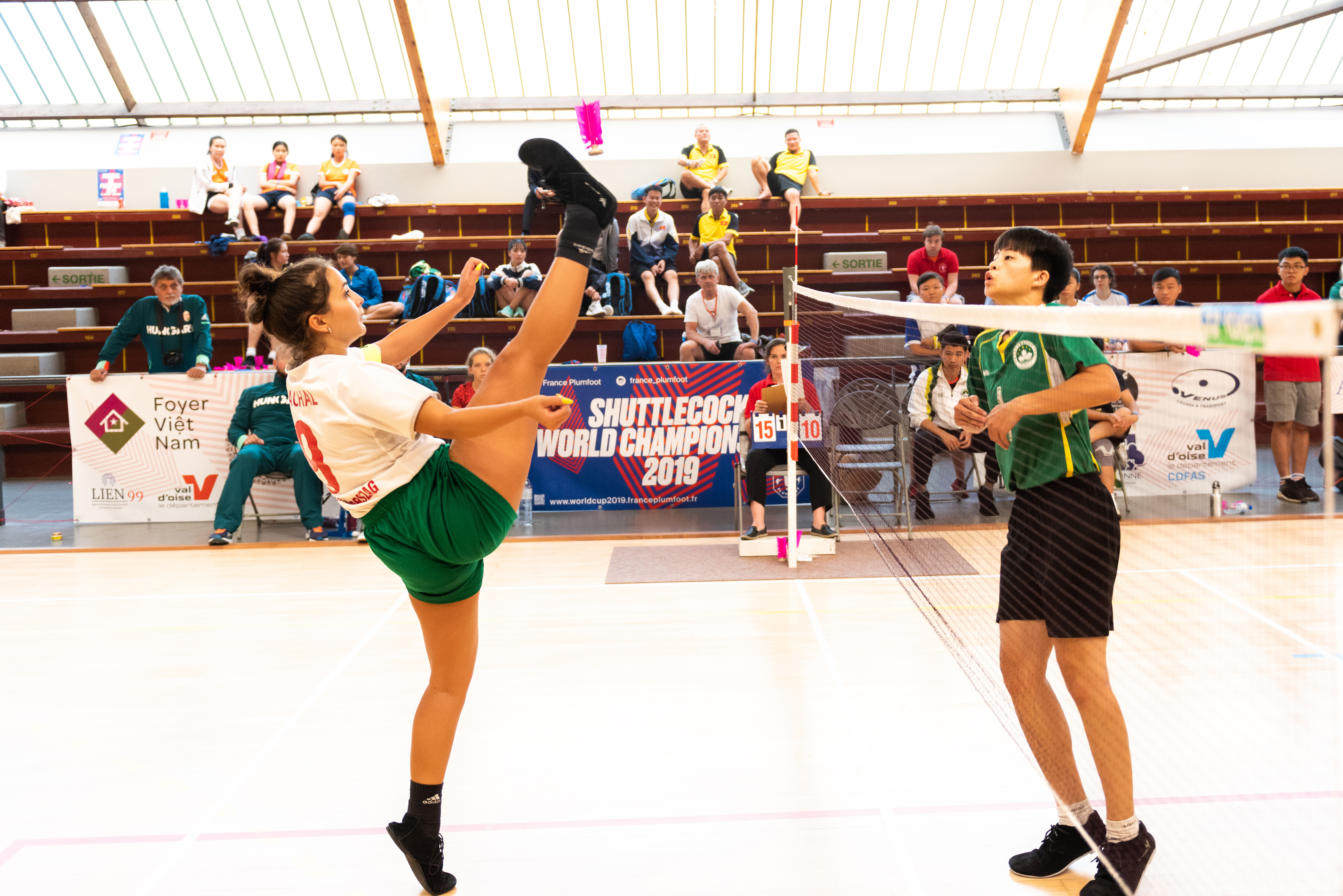
Championnats du monde de plumfoot 2019 en France.

Les premiers Championnats du monde de plumfoot sont organisés en 1995 à Hong Kong. Toutefois, à cette époque l'ISF n'existe pas encore. Depuis la création de l'ISF en 1999, ils sont régulièrement organisés, pour les sept épreuves, alternativement en Europe et en Asie, sur la base du volontariat.
Historique des épreuves de championnats du monde : 
- 1995 : Hong Kong, Royaume-Uni
- 2000 : Újszász, Hongrie[17]
- 2001 : Wuxi, Chine[18]
- 2002 : Hagen, Allemagne[3],[19]
- 2005 : Canton, Chine[20]
- 2007 : Szolnok, Hongrie[21]
- 2009 : Hanoi, Viet Nam[22]
- 2010 : Xiaolan, Chine[23]
- 2013 : Dong Thap, Viet Nam[24]
- 2015 : Rome, Italie[25]
- 2017 : Hong Kong, Chine[26]
- 2019 : Eaubonne, France[27]

#### Continentales
Au niveau régional, le plumfoot a été représenté pour la première fois aux Jeux d'Asie du Sud-Est en 2003  et l'a été de nouveau en 2009. Il est également présent aux Jeux asiatiques en salle de  2009. Des championnats d'Europe sont organisés depuis 2003, tous les deux ans.

#### Opens
L'Open d'Allemagne est organisé depuis 1995 à Hagen.
L'Open de Hongrie a quant à lui été initié en 1996, un an après la fondation de l'Association Hongroise de Plumfoot. Organisé dans la ville d’Ùjszász, cet open est parfois décrit comme la compétition la plus difficile d’Europe ; en effet, un grand nombre de joueurs et de joueuses hongrois y participe, et la Hongrie reste à ce jour le pays ayant le plus grand vivier de pratiquants et, avec l'Allemagne, disposant des meilleurs joueurs et donc du meilleur palmarès international d'Europe. De plus, aucun match de reclassement n'y est effectué. Cette compétition inclut une épreuve de triple et une épreuve de simple (déclinées en masculin, féminin).
L'Open de France est organisé depuis 2008. La 14e édition est prévue du 18 au 20 mai 2024 à Chatenay-Malabry.
Le premier Open de Chine remonte à 2010.
L'Open de Hong Kong a été organisé depuis 2018.

### Compétiteurs célèbres
- Le Phuoc Thanh[34]
- Nguyen Hong Anh[34]
- Tran Thanh Hai[34]